# Krasnyj Partyzan
Krasnyj Partyzan (ukr. Красний Партизан, ros. Красный Партизан, Krasnyj Partizan) – wieś na Ukrainie, w Autonomicznej Republice Krymu (de iure stanowiącej integralną część państwa ukraińskiego, w 2014 anektowanej przez Rosję i odtąd funkcjonującej jako Republika Krymu), w rejonie krasnohwardijskim. W 2001 liczyła 796 mieszkańców, wśród których 57 wskazało jako ojczysty język ukraiński, 691 rosyjski, 47 krymskotatarski, a 1 inny. Według spisu ludności przeprowadzonego przez okupacyjne władze rosyjskie populacja wsi w 2014 wynosiła 677 osób.